# Kovk (Ajdovščina)
Kovk (Duits: Kolk) is een plaats in Slovenië en maakt deel uit van de gemeente Ajdovščina in de NUTS-3-regio Goriška. De plaats telde 133 inwoners op 1 januari 2020.

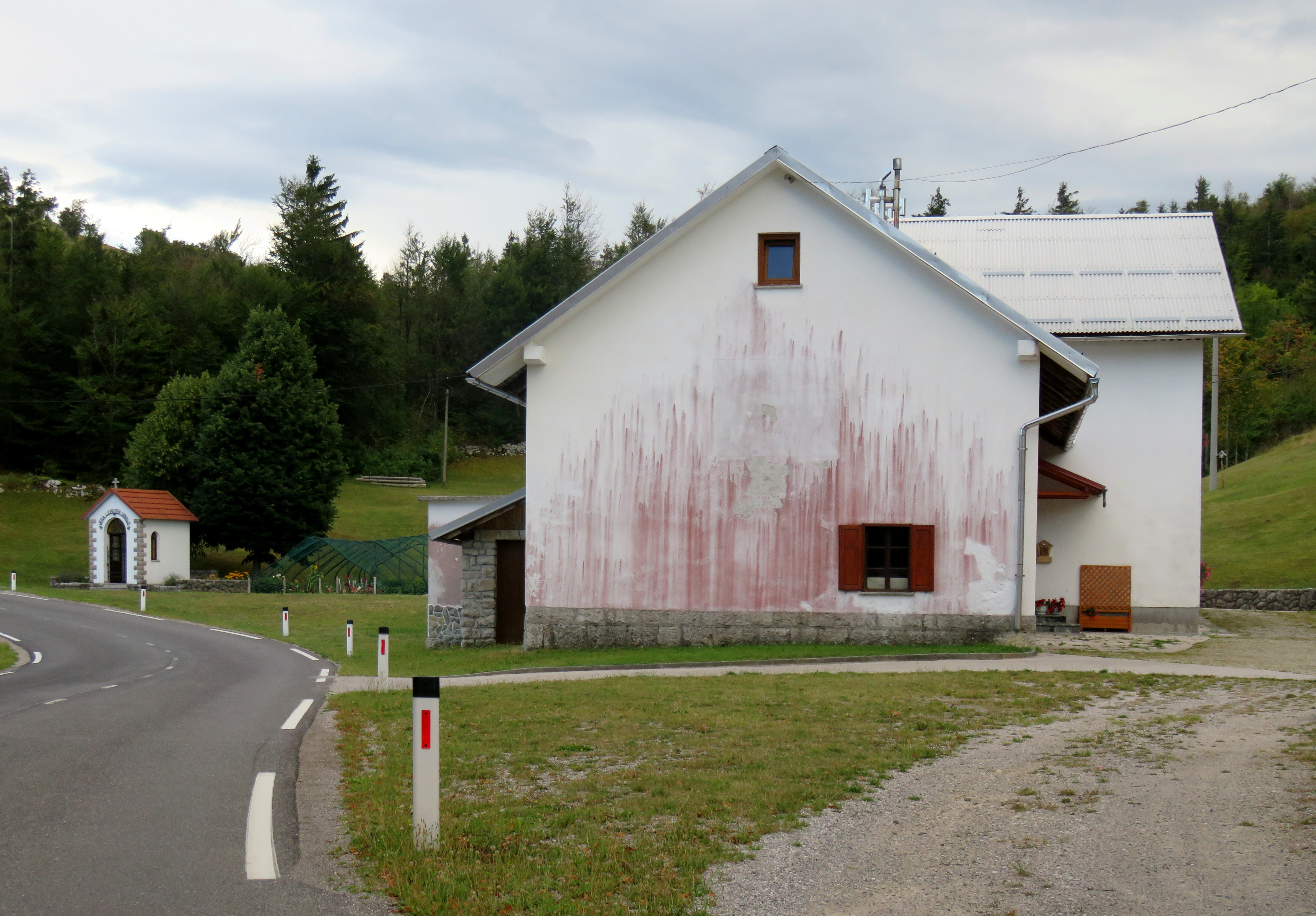
Woning en kapelletje